# Апрель 2019 года

Список событий апреля 2019 года.

## События
- 1 апреля
  - Прекратил действие Договор о дружбе, сотрудничестве и партнёрстве между Российской Федерацией и Украиной[1].
  - В Грузии запретили пластиковые пакеты[2].
- 2 апреля
  - Президент Алжира Абдель Азиз Бутефлика объявил об отставке[3].
  - В 20:00 по МСК прекратил работу сервис «Google+» для индивидуальных пользователей[4].
- 3 апреля
  - Ингушские оппозиционные лидеры председатель Совета тейпов Ингушетии Малсаг Ужахов и два члена Ингушского комитета национального единства Муса Мальсагов и Ахмед Барахоев арестованы на 10 суток «за нарушение правил проведения митинга», допущенных в ходе продолжающихся с прошлого года протестов против изменения границы между Ингушетией и Чечнёй[5].
  - Начался судебный процесс над бывшим премьер-министром Малайзии Наджибом Разаком, обвиняемым в краже 700 миллионов долларов из инвестиционного фонда 1MDB[6].
  - В Брунее принят новый уголовный кодекс, нормы которого основаны на законах шариата. В частности, новым кодексом предусмотрены такие наказания, как отрубание рук за кражи (для лиц достигших 15 лет), забивание камнями за прелюбодеяние, гомосексуализм и анальный секс, а также битьё плетью и тюремное заключение за внебрачный секс[7].
- 4 апреля
  - Частный израильский космический аппарат «Берешит» вышел на лунную орбиту и сделал снимки обратной стороны Луны[8].
- 5 апреля
  - Министр охраны окружающей среды и регионального развития Латвии Юрис Пуце отстранил от должности мэра Риги Нила Ушакова из-за коррупционного скандала в муниципальной транспортной компании Rīgas satiksme[9].
  - Впервые в истории трансгендерная женщина произнесла речь с трибуны Национального собрания Армении. Это событие вызвало в стране скандал, прошли акции протеста, премьер-министр Никол Пашинян назвал выступление трансгендера Лилит Мартиросян «провокацией»[10].
- 6 апреля
  - Сейсмометр SEIS, установленный на космическом аппарате InSight, впервые зафиксировал марсотрясение[11].
  - После авиаудара по позициям Ливийской Национальной Армии к югу от Триполи, над западной Ливией введена бесполётная зона для боевой авиации[12].
- 7 апреля
  - В Архангельске прошла несанкционированная властями акция протеста (марш и митинг) против строительства на станции «Шиес» полигона для мусора из Москвы[13].
  - В столице Судана Хартуме прошли организованные местными профсоюзами многотысячные акции протеста с призывом отставки президента Омара аль-Башира, правящего страной более 20 лет. Одной из мер борьбы с протестующими, помимо попыток их разгона, стало отключение интернета[14]. Поводом для непрекращающихся с декабря 2018 года протестов послужило повышение цен на топливо и продукты питания[15].
- 8 апреля
  - В Бухаресте (Румыния) стартовал чемпионат Европы по спортивной борьбе[16].
  - В Москве прошли переговоры между президентом Российской Федерации Владимиром Владимировичем Путиным и президентом Турецкой республики Реджепом Тайипом Эрдоганом[17].
  - США признали элитное иранское военно-политическое формирование «Корпус Стражей Исламской революции» террористической организацией[18], в ответ Высший совет национальной безопасности Ирана включил Центральное командование США (CENCTOM) в список террористических организаций[19].
- 9 апреля
  - В Израиле прошли парламентские выборы. Лидирующие позиции в Кнессете заняли партия «Ликуд» и альянс «Кахоль-лаван» (оба получили по 35 мандатов)[20].
  - В докладе Генерального прокурора Россия Юрия Яковлевича Чайки заявлено о хищении более 1,6 млрд рублей в «Роскосмосе» и «Ростехе»[21].
  - Суд Санкт-Петербурга признал незаконным увольнение трансгендерной женщины с работы, запрещённой для женщин в связи с защитой материнства[22].
- 10 апреля
  - Впервые опубликовано изображение сверхмассивной чёрной дыры в галактике M 87 в созвездии Девы, полученное проектом Телескоп горизонта событий[23].
- 11 апреля
  - Власти Эквадора лишили основателя WikiLeaks Джулиана Ассанжа убежища в посольстве в Лондоне, Ассанж задержан полицией[24].
  - В Судане произошёл военный переворот, в ходе которого президент Судана Омар аль-Башир, который правил страной 30 лет, отстранён от власти и был помещён под домашний арест после многомесячных протестов[25].
  - Депутаты ГД РФ приняли во втором чтении законопроект о «суверенном интернете»[26].
  - При попытке посадки на Луну разбился первый частный луноход «Берешит»[27].
- 12 апреля
  - В Китае на международном автодроме Шанхая стартовал 1000 Гран-при Формулы-1. 13 апреля прошли квалификационные заезды, а в воскресенье 14-го был дан старт гонки[28].
  - Компания SpaceX провела первый коммерческий запуск своей сверхтяжёлой ракеты-носителя Falcon Heavy, также впервые удалось вернуть на Землю как оба ускорителя, так и центральную часть первой ступени[29].
- 13 апреля
  - Scaled Composites Stratolaunch Model 351, самолёт с самым большим размахом крыла в мире, совершил свой первый полёт[30].
- 14 апреля
  - Прошли 38-е выборы в 200-местную Эдускунту Финляндии. Победу одержала оппозиционная Социал-демократическая партия Финляндии (17,7% голосов, 40 мест), став «партией премьер-министра» впервые с 1999 года. Второе место заняла партия Истинные финны, набравшая 17,5% голосов (39 мест в парламенте)[31]. Ни один из русскоязычных кандидатов не прошёл в парламент страны[32].
  - На китайской трассе в Шанхае завершился юбилейный 1000-й гран-при Формулы-1. Победителем гонки стал пилот команды Мерседес Льюис Хэмилтон, лучший круг в гонке показал гонщик команды Red Bull Пьер Гасли, а пилотом дня, по итогам зрительского голосования, признан гонщик команды Toro Rosso Александр Албон[33].
  - Чемпионат Европы по борьбе в Бухаресте (Румыния) завершился победой сборной России в общекомандном зачёте[34].
- 15 апреля
  - В результате крупного пожара серьёзные повреждения получил собор Парижской Богоматери, шпиль «Нотр-дама» обрушился[35].
  - Победителями 123-го Бостонского марафона стали эфиопка Воркнеш Дегефа среди женщин и кениец Лоуренс Чероно среди мужчин[36].
  - В столице Узбекистана городе Ташкенте под предлогом борьбы с терроризмом закрыт центр изучения арабского языка «Хикматли билим». Поводом для закрытия центра стало обнаружение в одном из помещений Корана[37].
- 16 апреля
  - Законопроект о суверенизации российского сегмента Интернета принят депутатами ГД РФ России в третьем чтении[38].
- 17 апреля
  - Бывший президент Перу Алан Гарсия покончил с собой, когда полицейские прибыли в его дом в Лиме, столице страны, чтобы задержать в рамках расследования дела о коррупции[39].
  - В Индонезии прошли выборы 550 депутатов Народного консультативного конгресса - высшего законодательного органа страны. Одновременно с парламентскими прошли также выборы Президента[40].
  - Ионы гидрида гелия HeH+ впервые обнаружены за пределами Земли, в планетарной туманности NGC 7027[41].
- 18 апреля
  - Россия установила запрет на экспорт нефти и нефтепродуктов на Украину[42].
  - Окружной административный суд Киева постановил, что национализация Приватбанка проводилась с нарушением законодательства[43].
- 20 апреля
  - Космический корабль компании SpaceX Crew Dragon взорвался при наземном испытании системы аварийного спасения[44].
  - Начался конституционный референдум в Египте (продолжался до 22 апреля), по итогам которого 88,83% избирателей, при явке 44%, поддержали внесение поправок в конституцию страны, продлевающих президентский срока действующего главы государства Абдель Фаттаха ас-Сиси[45].
- 21 апреля
  - В результате серии терактов на Шри-Ланке погибли не менее 350 человек[46].
  - В Украине состоялся второй тур голосования на очередных выборах президента Украины. По предварительным итогам победу одержал Владимир Зеленский[47].
- 23 апреля
  - Министерство внутренних дел Саудовской Аравии заявило, что в стране казнены 37 человек, подозревавшихся в терроризме — это самая массовая казнь в Саудовской Аравии за последние три года. Все казнённые, как сообщается, были шиитами, а признания, данные ими, были получены под пытками[48][49].
- 24 апреля
  - Президент России Владимир Путин подписал указ, согласно которому жители отдельных регионов Донецкой и Луганской областей Украины могут оформить российское гражданство по упрощённой схеме[50].
  - Объявлено, что сейсмометр SEIS, установленный на космическом аппарате InSight, впервые зафиксировал марсотрясение[51].
- 25 апреля
  - В Пекине начал работу второй форум по инициативе «Один пояс и один путь»[52].
  - Верховная рада Украины одобрила во втором и третьем чтениях закон «Об обеспечении функционирования украинского языка как государственного», новый закон лишает русский и другие «языки национальных меньшинств» статуса региональных и резко сокращает сферу их применения в общественной жизни[53].
- 26 апреля
  - В городе Калмунай на Шри-Ланке прогремели три взрыва[54].
  - В России возбудили уголовное дело по факту загрязнения российской нефти в трубопроводе «Дружба» хлорорганическими соединениями[55].
- 26—28 апреля
  - Кубок мира по художественной гимнастике в Баку (Азербайджан)[56].
- 28 апреля
  - В Индонезии от переутомления скончались 272 члена избиркомов, занимавшихся подсчётом голосов на прошедших 17 апреля выборах[57].
  - B Баку состоялся четвертый этап «Формулы-1» 2019 сезона Гран-при Азербайджана[58].
  - В Испании прошли досрочные парламентские выборы. Избрано 350 членов Конгресса депутатов, а также 208 из 260 сенаторов. Большинство голосов набрала Испанская социалистическая рабочая партия[59].
  - В Бенине прошли парламентские выборы, до которых были допущены только два пропрезидентских альянса: Республиканский блок (получил 36 мест) и Прогрессистский союз (47 мест), поддерживающих Патриса Талона[60]. Избирательная комиссия отказала в регистрации 5 оппозиционным группам, включая Партию демократического обновления, Силы каури за возрождающийся Бенин, Союз за развитие Бенина, Моэль-Бенин и Социально-либеральный союз[61].
- 29 апреля
  - По указанию президента Шри-Ланки Майтрипалы Сирисены в стране введён запрет на ношение в публичных местах одежды и головных уборов, скрывающих лицо[62].
- 30 апреля
  - Император Японии Акихито объявил о своём отречении от престола[63].